# Kvalserien till Elitserien i ishockey 1978
Kvalserien till Elitserien i ishockey 1978 spelades för att avgöra vilka lag som skulle få spela i Elitserien 1978/1979. Kvalserien bestod av fem lag och spelades i fyra omgångar. Örebro och Umeålaget Björklöven kvalificerade sig för Elitserien, medan Huddinge, Timrå och IFK Kiruna fick spela i Division I 1978/1979. För Timrå innebar det nerflyttning.
För första året spelades serien med fyra framkvalade lag från division 1 och det nionde och näst sista laget i Elitserien, fem lag som möttes bara en gång i en enkelserie. Ett lag stod då också alltid över varje omgång.
Inför sista omgångens match Timrå-Björklöven hade Björklöven råd att förlora med fem mål utan att tappa andraplatsen och uppflyttning. Timrå gick ända fram till ledning 8-1 och hade tagit över platsen med ett måls marginal, men då tog Björklöven i och reducerade tre gånger till förlust med bara 8-4 och behöll greppet om platsen.
Huddinge har genom åren ofta kallats "ett mål från Elitserien", syftande på att om resultatet Björklöven-Huddinge 7-0, i första omgången, i stället varit 6-0 eller 7-1, och alla övriga resultat blivit precis desamma, så hade Huddinge varit före Björklöven på samma målskillnad och fler gjorda mål.
Men det stämmer bara väldigt teoretiskt, eftersom det var Huddinge som hade spelat klart när matcherna Timrå-Björklöven och den betydelselösa IFK Kiruna-Örebro spelades. Och matchen mellan Timrå och Björklöven hade nu inget mellanläge där resultatet skulle bli bäst målskillnad för Huddinge.
Om mötet Björklöven-Huddinge hade slutat 6-0 eller 7-1 i stället, hade däremot de flesta tänkbara resultat som innebar seger för Timrå med fyra, fem eller sex mål inneburit att både Timrå och Björklöven skulle ha sämre målskillnad än Huddinge, och Huddinge därmed ta hem elitserieplatsen. (Som en kuriositet må nämnas att Björklöven och Huddinge möttes i Umeå i följande års kvalserie också, och att siffrorna då stannade vid just 6-0.)
Huddinge hade också haft ledningen med 5-2 i hemmamötet med Örebro, som dock vände och vann matchen, 5-6. Huddinge spelade sina två hemmamatcher, mot Örebro och Timrå (8-2), på Hovet. Hemma i Huddinge spelade Huddinge fortfarande på utomhusrink.

## Slutställning
| Nr | Lag           | S | V | O | F | GM | IM | MS  | P |
| -- | ------------- | - | - | - | - | -- | -- | --- | - |
| 1  | Örebro IK     | 4 | 4 | 0 | 0 | 22 | 14 | +8  | 8 |
| 2  | IF Björklöven | 4 | 2 | 0 | 2 | 18 | 15 | +3  | 4 |
| 3  | Huddinge IK   | 4 | 2 | 0 | 2 | 18 | 17 | +1  | 4 |
| 4  | Timrå IK      | 4 | 2 | 0 | 2 | 19 | 19 | 0   | 4 |
| 5  | IFK Kiruna    | 4 | 0 | 0 | 4 | 9  | 21 | −12 | 0 |